# Portrait de Philippe de Croÿ
Portrait de Philippe de Croÿ est un tableau du peintre flamand Rogier van der Weyden (1399 ou 1400–1464). Huile sur panneau réalisée vers 1460, le portrait représente Philippe Ier de Croÿ, 2e comte de Chimay, chambellan du duc de Bourgogne Philippe le Bon, à l'époque où il n'était connu que sous le titre de « sire de Sempy » puis « sire de Quiévrain », un fief hainuyer hérité de sa mère, née Lalaing. 
Il s'agit probablement d'un des deux volet d'un diptyque aujourd'hui dispersé ; le volet gauche de ce diptyque serait la Vierge à l'Enfant exposée à la Bibliothèque Huntington à San Marino (Californie), bien qu'il n'existe pas de preuves tangibles de cela si ce n'est un inventaire contemporain qui décrit deux œuvres comme étant similaires Philippe de Croÿ devait être âgé d'environ 25 ans au moment de la réalisation de ce portrait.

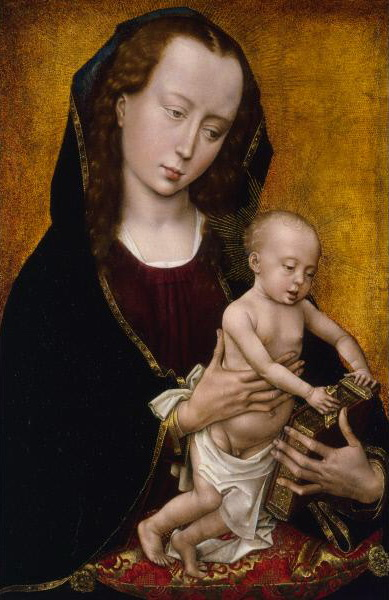
Vierge à l'Enfant, 1460, Bibliothèque Huntington; San Marino (Californie)

Le portrait est exécuté sur commande après la nomination de Rogier van der Weyden comme peintre officiel de la ville de Bruxelles en 1436.

## Description
Ici, van der Weyden flatte son commanditaire en réduisant la taille du grand nez du jeune noble belge et celle de sa mâchoire prognathe ; et, au lieu de cela, il le représente en homme raffiné et pieux. Dans ses portraits de membres de la noblesse, Rogier van der Weyden représente ses modèles généralement avec les traits du visage allongé et les doigts très détaillés, ce qui ne correspondait pas à la réalité la plupart du temps. Cette tendance est confirmée par la description écrite que l'on a de Philippe de Croÿ, qui note le long nez et la mâchoire du modèle.
La date de réalisation du portrait est évaluée à 1460. Le revers du panneau présente ses armoiries et porte le nom de Philippe de Croÿ et le titre du poste qu'il occupe entre 1454 et 1461.